# آندره راولز
آندره راولز (انگلیسی: Andre Rawls؛ زادهٔ ۲۰ دسامبر ۱۹۹۱) بازیکن فوتبال اهل ایالات متحده آمریکا است.
از باشگاه‌هایی که در آن بازی کرده‌است می‌توان به باشگاه فوتبال نیویورک سیتی اشاره کرد.